# Nataša Abram
Nataša Abram, nekdanji slovenski fotomodel, * 1975
Leta 1992 je osvojila naslov Miss Slovenije 1992 in postala tako prva miss mednarodno priznane samostojne Slovenije (brez jugoslovanske selekcije). Takrat je bila 17 let in pol letna dijakinja 3. letnika srednje ekonomske šole v domačem Kopru. Z 181 cm višine je bila najvišja tekmovalka v finalu.
Na tekmovanje jo je prijavil fant, starši pa niso bili navdušeni nad tem. Na tekmovanju za miss sveta 12. decembra v Sun CIty-ju v Južnoafriški republiki se je uvrstila v prvo polovico med 83 tekmovalkami.
Čeprav je izrazila željo, da bi delala kot model, se po predaji naslova ni več pojavila v javnosti.